# Åke Sandgren
Nils Åke Sandgren, född 13 maj 1955 i Umeå, är en svensk regissör, manusförfattare och filmproducent.

## Biografi
Sandgren studerade filmvetenskap och teoretisk filosofi vid Stockholms universitet 1976–1979, och han fortsatte studierna vid Den Danske Filmskole i Köpenhamn 1979–1982. Han har därefter arbetat som regissör och regiassistent i Danmark. Han blev trefaldigt guldbaggebelönad (bästa film, bästa regi, bästa manus) 1989 för filmen Miraklet i Valby.

## Filmografi

### Regi
- 2007 – Den man älskar
- 2005 – Fluerne på væggen
- 2001 – Et rigtigt menneske
- 2000 – Dykarna
- 1995 – Stora och små män
- 1993 – Kådisbellan
- 1991 – Facklorna (TV)
- 1989 – Miraklet i Valby
- 1985 – Johannes' hemmelighed

### Filmmanus
- 2009 – Superbror
- 2005 – Fluerne på væggen
- 2001 – Et rigtigt menneske
- 1995 – Stora och små män
- 1993 – Kådisbellan
- 1989 – Miraklet i Valby

### Producent
- 2004 – Babylonsjukan
- 2003 – Reconstruction
- 2003 – Lykkevej

## Teater

### Regi
| År   | Produktion                               | Upphovsman                                                                   | Teater                             |
| ---- | ---------------------------------------- | ---------------------------------------------------------------------------- | ---------------------------------- |
| 1998 | Tolvskillingsoperan Die Dreigroschenoper | Bertolt Brecht och Kurt Weill Översättning Staffan Holmgren och Maria Ortman | Norrlandsoperan/ Ögonblicksteatern |